# Rudolf Berndt (Ornithologe)
Rudolf Berndt (* 27. Juli 1910 in Cremlingen; † 2. Juni 1987 in Weddel (bei Braunschweig)) war ein deutscher Ornithologe und Naturschützer.

## Leben und Werk
Der Sohn eines Pastors besuchte das Wilhelm-Gymnasium in Braunschweig und studierte anschließend von 1930 bis 1938 in Braunschweig, Göttingen und Leipzig die Fächer Zoologie, Botanik, Geologie, Physik, Chemie und Meteorologie. Seine Promotion zum Dr. rer. nat. schloss er 1938 in Leipzig mit der ornithologischen Arbeit Intrasternale Trachealschlingen bei Vögeln ab. Im Jahre 1930 volontierte er an der Vogelwarte Helgoland. Zwischen 1935 und 1941 hatte er die wissenschaftliche Leitung der Muster- und Versuchsstation für Vogelschutz in Steckby in Sachsen-Anhalt inne. Er gehörte dem am 15. Juli 1940 in Halle (Saale) gegründeten Landesbund für Vogelschutz Sachsen-Anhalt e.V. als Beirat an. Berndt nahm ab 1941 am Zweiten Weltkrieg teil und geriet 1944 in US-amerikanische und englische Kriegsgefangenschaft. Er kehrte 1947 nach Braunschweig zurück, wo er im selben Jahr die dortige Vogelschutzstation gründete, deren Leiter er für lange Jahre wurde. Von 1952 bis 1966 war er als wissenschaftlicher Mitarbeiter der Vogelschutzwarte Niedersachsen tätig. In den Jahren 1967 bis 1977 leitete er die Braunschweiger Außenstation für Populationsökologie beim Institut für Vogelforschung „Vogelwarte Helgoland“. Berndt war verheiratet und hatte zwei Söhne.

### Ornithologische Forschung
Berndt arbeitete über die Populationsbiologie höhlenbrütender Vogelarten, vor allem Meisen und Fliegenschnäpper. Berndt forschte zwischen 1945 und 1986 innerhalb eines 600 ha großen Gebietes in Ostniedersachsen, in dem jährlich 4000 Nistkästen untersucht und über die Jahre rund 526.600 Höhlenbrüter beringt wurden.

### Naturschutz
Das seit 1936 als Naturschutzgebiet ausgewiesene Teichgebiet Riddagshausen östlich von Braunschweig wurde 1962 auf Antrag Berndts in den Rang eines „Europareservats“ erhoben. Dieser Titel wird von der Deutschen Sektion des Internationalen Rates für Vogelschutz verliehen. Er war maßgeblich beteiligt am Aufbau der Bezirksgruppe Braunschweig des Deutschen Bundes für Vogelschutz, heute dem Naturschutzbund Deutschland zugehörig. An der Wiedereinbürgerung von Graugans und Uhu in Niedersachsen arbeitete er tatkräftig mit. Seit Ende der 1960er Jahre setzte er sich für die Ausweisung des damals durch die innerdeutsche Grenze geteilten Drömlings als Naturschutz-Grossreservat ein. Der Drömling ist ein ca. 320 Quadratkilometer großes ehemaliges Niedermoor, das von Aller und Ohre gespeist wird. Im späten 18. Jahrhundert begann die Entwässerung des Drömlings und sein Wandel zu einer Kulturlandschaft. Berndt erkannte den Wert dieser Bruch-, Moor-, Sumpf- und Wasserflächen besonders für die Ornithologie. Er hob aber auch autochthone Formen verschiedener Baumarten (Kiefer, Fichte, Grauerle) hervor.
Die 1971 erstmals erschienene Rote Liste der Vögel in der Bundesrepublik Deutschland geht auf eine Idee Berndts zurück.
Am 4. Februar 1997 wurde der Dr.-Berndt-Weg im Naturschutzgebiet Riddagshausen nach ihm benannt.

## Werke (Auswahl)
Berndt ist Autor und Mitautor von 445 Veröffentlichungen. Zu seinen bedeutendsten Werken und Buchbeiträgen von überregionaler Bedeutung zählen:
- mit Wilhelm Meise: Naturgeschichte der Vögel: ein Handbuch der allgemeinen und speziellen Vogelkunde. 3 Bände, 1958–1966.
- Bernhard Grzimek (Hrsg.): Grzimeks Tierleben. Enzyklopädie des Tierreichs Band 9, Vögel III. 1970.

Regionale Bedeutung für den Raum Braunschweig haben folgende Publikationen:
- Die Vögel des Braunschweiger Hügellandes. Braunschweig 1988.
- Faunistische und ökologische Aspekte für Naturschutz, Landschaftsgestaltung und Strukturplanung im Raum Braunschweig. Braunschweig 1979.